# 1000 Seconden
1000 Seconden was een van oorsprong Vlaams kookprogramma dat in 1992 voor het eerst op TV1 (BRTN) werd uitgezonden. Bedoeling is om in duizend seconden oftewel 16 minuten en 40 seconden een driegangenmenu op tafel te toveren.
De Vlaamse radio- en televisieomroep BRTN produceerde gedurende 13 seizoenen het programma dat gepresenteerd werd door Felice Damiano en Herwig Van Hove. Door de gezette, bazige en norse amateurkok Van Hove uit te spelen tegen zijn onhandige en eigenwijze hulpje Steemans, had de originele versie een hoog Laurel en Hardy-gehalte.
Vitaya paste de format aan door een Bekende Vlaming mee achter het fornuis te plaatsen.
1000 Seconden werd gekocht door de TROS (2003) Vitaya (2005) en RTL-TVi (2007). In Nederland werd het programma gepresenteerd door Ron Boszhard samen met kok Ad Janssen.

## Presentatie
- Felice Damiano (1992-2003)
- Herwig Van Hove (1992-2003)
- Alain Grootaers (2005-2008)
- Wout Bru (2005-2008)
- Anne De Baetzelier (2008-2009)
- Wouter Keersmaekers (2008-2009)